# Variazioni Gracchus
Variazioni Gracchus è l’ottavo album del gruppo italiano Casa, pubblicato nel 2016.

## Il disco
L'album, interamente strumentale, è composto, arrangiato e prodotto da Filippo Bordignon, unico membro rimasto dalla formazione originale. Gli interpreti ingaggiati per le registrazioni provengono dal mondo della musica classica. A differenza dei precedenti album dei Casa, Variazioni Gracchus abbandona il rock di ricerca e l'improvvisazione per concentrarsi su un approccio "spartitico" mediante strumenti acustici. Il titolo richiama il racconto di Franz Kafka Il cacciatore Gracchus. La scelta del pianoforte da utilizzare per le Variazioni è ricaduta su un vecchio piano verticale della Boston. Il motivo addotto da Bordignon sta nella timbrica, simile a quella del piano impiegato dalla cantante jazz Patty Waters nel suo 33 giri d’esordio Sings del 1965. Il Movimento 3 dalla suite Le partenze che ci allontanano mette in musica, secondo gli intenti del compositore, il bar-do, stato intermedio tra la vita e la morte secondo il buddismo tibetano. Sono stati realizzati i videoclip dei brani Aria e Variazione II.

### Copertina
La copertina riproduce uno scatto del fotografo Andrea Rosset con protagonista Filippo Bordignon in un’azione di battuta tipica del baseball. Si tratta di un omaggio ad Alessandra Maldifassi, cantante solista del coro Le Mele Verdi nella sigla del cartone animato Pat ragazza del baseball, scomparsa prematuramente nel 1993. Anche il brano per solo pianoforte Variazione 5 è dedicato alla Maldifassi.

## Tracce
1. Galileo ritrovato – 9:22
2. Aria – 2:47
3. Variazione 1 – 2:42
4. Variazione 2 – 2:28
5. Variazione 3 – 2:17
6. Variazione 4 – 2:39
7. Variazione 5 – 1:36
8. Variazione 6 – 2:10
9. Variazione 7 – 2:44
10. Variazione 8 – 2:50
11. Aria da capo – 1:59
12. Le partenze che ci allontanano - Mov. 1 – 4:39
13. Le partenze che ci allontanano - Mov. 2 – 3:46
14. Le partenze che ci allontanano - Mov. 3 – 5:03

## Formazione
- Matteo Scalchi - oud
- Emmanuele Gardin - pianoforte
- Marco Girardin - flauto traverso
- Laura Giaretta - viola
- Juri Bizzotto - violoncello
- Andrea Cattelan - fisarmonica